# Georgina Milne
Pour les articles homonymes, voir Milne.
Georgina Milne, née en 1999, est une plongeuse sud-africaine.

## Biographie
Georgina Milne étudie les mathématiques à l'université Harvard,.
Elle remporte la médaille d'argent en tremplin synchronisé mixte à 3 mètres avec Bailey Heydra lors des Championnats d'Afrique de plongeon 2019 à Durban.